# Roar Uthaug
Roar Uthaug (Lørenskog, 25 agosto 1973) è un regista norvegese.

## Biografia
Nato nella cittadina norvegese di Lørenskog, parte dell'area metropolitana di Oslo, si è diplomato alla Norwegian National Filmschool nel 2002. Il suo lavoro di laurea, Regjeringen Martin (conosciuto internazionalmente come The Martin Administration) è stato il secondo film norvegese di sempre a ricevere una nomination per gli Student Academy Award dell'Academy of Motion Picture Arts and Sciences.
Il suo film di debutto è stato nel 2006 l'horror Fritt vilt, che ha avuto un grande successo al botteghino in Norvegia ed è stato distribuito in oltre 40 paesi dando origine anche a due sequel.
Nel 2009 ha co-diretto insieme a Katarina Launing il film di Natale Magic Silver e tre anni dopo il film di azione / thriller di ambientazione medievale Dagmar - L'anima dei vichinghi è stato distribuito in più di 70 paesi e ha permesso a Uthaug di entrare nella lista dei "10 registi europei da tenere d'occhio" della rivista Variety.
Nel 2015 il suo film The Wave ha rappresentato la candidatura norvegese al premio Oscar al miglior film in lingua straniera, anche se non è risultato tra i finalisti, e Uthaug ha ricevuto la nomination come Miglior Regista al Premio Amanda.

Il 17 novembre 2015 Metro-Goldwyn-Mayer e Warner Bros. hanno annunciato che Uthaug avrebbe diretto un reboot della saga di Tomb Raider, il cui rilascio nelle sale cinematografiche è previsto per marzo 2018.

## Filmografia
- Snørr (1993) - cortometraggio
- En aften i det gronne (1994) - cortometraggio
- DX13036 (1996) - cortometraggio
- A Fistful of Kebab (1998) - cortometraggio
- Regjeringen Martin (2002) - cortometraggio
- Fritt vilt (2006)
- Magic Silver (Julenatt i Blåfjell) (2009)
- Dagmar - L'anima dei vichinghi (Flukt) (2012)
- Hellfjord (2012) - serie TV, 1 episodio
- The Wave (Bølgen) (2015)
- Tomb Raider (2018)
- Troll (2022)